# Hi-Fi RUSH
『Hi-Fi RUSH』（ハイファイ ラッシュ）は、Tango Gameworksが開発しベセスダ・ソフトワークスから発売されたリズムアクションゲームソフト 。

## 概要
『Psycho Break』と『Ghostwire: Tokyo』の制作スタジオ「Tango Gameworks」が手がけたリズムゲーム。
音楽とシンクロしているアクションアドベンチャーで、ホラーな印象を与える同スタジオの過去作とは相反する、ポップでリズミカルなゲームになっている。
2023年1月25日にXbox Series X/S版とPC版（Steam配信）が、2024年3月19日にPlayStation 5版が発売された。

## ストーリー
ロックスターを夢見るチャイは、実験の事故によって心臓と音楽プレイヤーが一体化。
悪の巨大企業から欠陥品のレッテルを貼られ追われる身となってしまった。
チャイは寄せ集まりのチームと組み、悪の機械化複合企業の秘密を暴くため奮闘する。

## 登場人物

### チャイ
声：下野紘/ 英：Robbie Daymond
本作の主人公。ロックスターを夢見るお調子者。

### ペパーミント
声：行成とあ/ 英：Erica Lindbeck
本作のヒロイン。　ロボット工学者。

### 808（ヤオヤ）
ペパーミントが作成した猫型ロボット。

### マカロン
声：間宮康弘/ 英：Gabe Kunda
メカニックの男。

### CNMN（シナモン）
声：吉野裕行/ 英：Sunil Malhotra
マカロンが作成したロボット。シンプルな構造の顔が動かせないので、感情表現はペンで描く。

## スタッフ
- パブリッシャー：BETHESDA SOFTWOKS
- デベロッパー：TANGO GAMEWOSKS
- ディレクター：John Johanas
- エグゼクティブプロデューサー：三上真司
- プロダクションプロデューサー：木村雅人、Shinsaku Ohara
- リードプログラマー：中村 祐二
- リードアートディレクター：阪井 圭太
- オーディオディレクター：小堀 修一
- 音楽：小堀修一、柳正俊、裏谷玲央